# 그림자 인형극

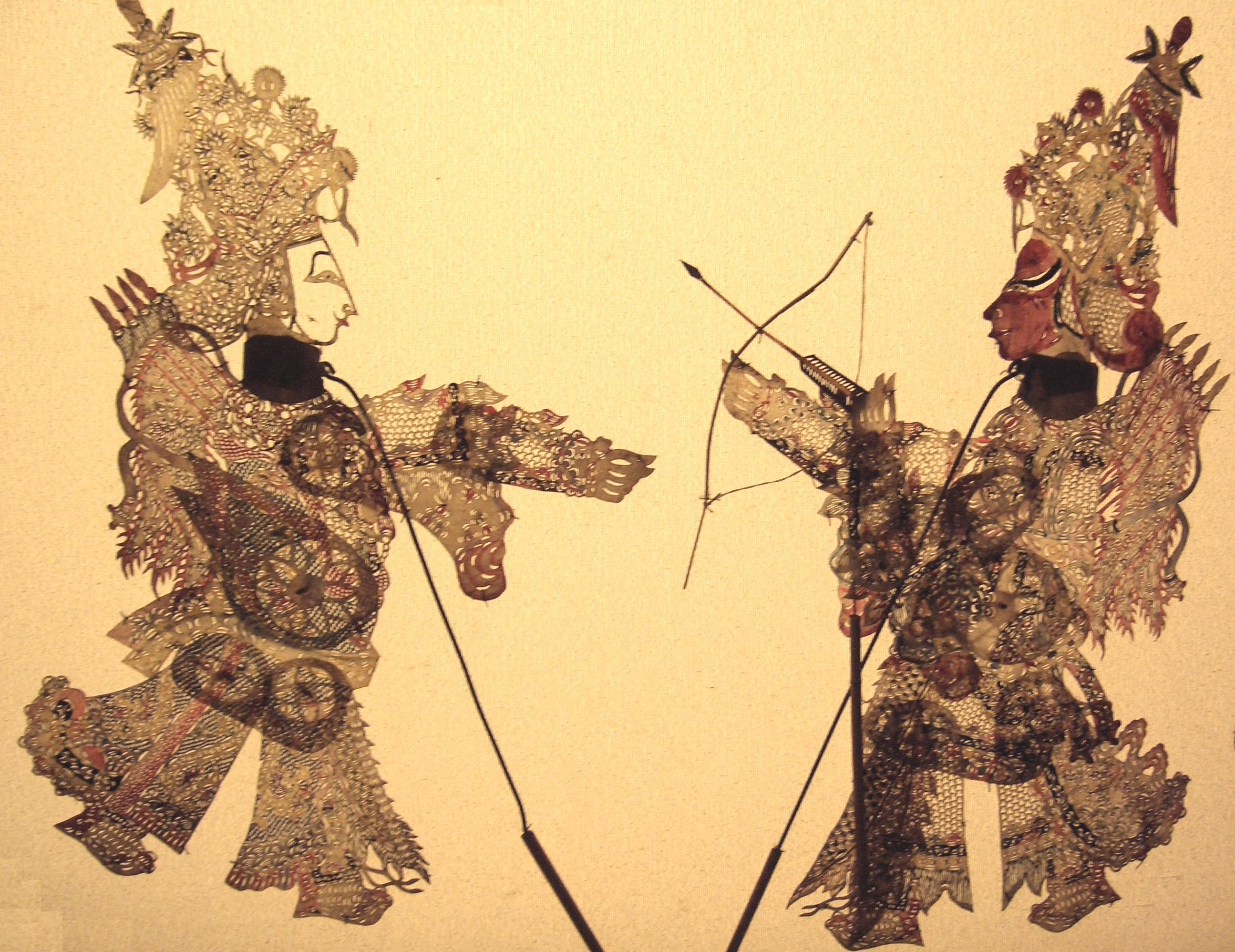
중국의 그림자인형극

그림자 인형극은 꼭두, 사람, 그 밖의 물체를 조명에 비춰 생긴 그림자로 연희하는 극을 말한다.

흔히 인형을 이용하는 그림자 극을 말하나, 사람 혹은 신체의 일부, 꼭두를 이용하는 모든 형태를 포함한다.

요즘은 '모래 애니메이션'(샌드 애니메이션, 샌드 아트)을 인형극 가운데 그림자인형극으로 보기도 한다.

## 같이 보기
- 인형극
- 그림자 극
- 그림자 인형
- 그림자 놀이
- 모래 애니메이션